# A Proposal from the Duke
A Proposal from the Duke è un cortometraggio muto del 1913 diretto da Walter Edwin.
È il primo episodio della serie Who Will Marry Mary?.

## Produzione
Il film fu prodotto dalla Edison Company e dalla McClure Publishing Co..

## Distribuzione
Distribuito dalla General Film Company, il film - un cortometraggio in una bobina - uscì nelle sale cinematografiche degli Stati Uniti il 26 luglio 1913.